# Obiektyw panoramiczny Suttona
Obiektyw panoramiczny Suttona – XIX-wieczny obiektyw fotograficzny zaprojektowany przez Thomasa Suttona o unikatowej konstrukcji, uważany za pierwszy prawdziwy obiektyw szerokokątny. Współcześnie jest jednym z najrzadziej spotykanych obiektywów.

## Historia
Obiektyw został zaprojektowany przez Thomasa Suttona w 1859 i opatentowany 28 września tego roku, określany jest mianem pierwszego prawdziwego obiektywu szerokokątnego.
Cały obiektyw miał kształt kuli i składał się z dwóch mocno zakrzywionych soczewek spojonych ze sobą wodoszczelnym mechanizmem, z przestrzenią pomiędzy nimi wypełnioną cieczą. Tak skonstruowany symetryczny obiektyw był wolny od komy i astygmatyzmu ale charakteryzował się dość wysokim winietowaniem. Kąt widzenia obiektywu wynosił około 120°, jego apertura wynosiła około f/30. Obiektyw z racji swojej budowy miał bardzo silną krzywiznę pola i przynajmniej teoretycznie płyta fotograficzna, na którą był rzutowany obraz, powinna być sferyczna z promieniem zakrzywienia równym długości ogniskowej obiektywu, ale w praktyce używano kompromisowego rozwiązania używając cylindrycznych płyt pokrytych papierem z emulsją fotograficzną, które po zrobieniu zdjęcia były rozpłaszczane.
Do użycia tego obiektywu Sutton zaprojektował także odpowiedni aparat fotograficzny używający zakrzywionych płyt fotograficznych o rozmiarach 6×15 cali (15×38 cm), który kosztował 26 funtów. Zarówno obiektywy, jak i aparaty były produkowane przez londyńskiego optyka Fredericka Coxa; ocenia się, że z powodu trudności produkcji i wysokiej ceny nie sprzedano wówczas więcej niż około sześciu aparatów tego typu.
W 1861 Sutton sprzedał patent na produkcję obiektywów Thomasowi Rossowi, który już w maju tego roku wyprodukował ulepszone obiektywy i aparaty tego typu. Produkowane przez Rossa obiektywy miały większą jasność wynoszącą około f/12.
Współcześnie przetrwało bardzo niewiele obiektywów tego typu i stanowią cenne przedmioty kolekcjonerskie.